# Böhmisch-Rixdorf
Böhmisch-Rixdorf, numera även kallat Böhmisches Dorf var en församling som grundades 1737 av protestantiska flyktingar från Böhmen i dagens Neukölln i Berlin. Tillsammans med Deutsch-Rixdorf bildade man från 1874 Rixdorf som sedan 1912 heter Neukölln. De hus och kyrkor som finns kvar bildar idag Böhmisches Dorf som är kulturminnesmärkt. Fram till 1900-talet fanns tjeckiska namn på gatorna och tjeckiska språket fanns länge kvar i området. De kyrkliga församlingar som grundades finns kvar idag.
I området minner gatunamn om områdets historia (Böhmische Strasse, Jan-Hus-Weg). Neuköllns vapen visar också på dess böhmiska invandrare genom att innehålla ett svart fält med en hussitbägare.